# 멜빌 푸포
멜빌 푸포(Melvil Poupaud, 1973년 1월 26일 ~ )는 프랑스의 배우이다.

## 출연 작품
- 해적들의 도시 (1984, La Ville des pirates)
- 연인 (1992)
- 엘리사 (1995, Élisa)
- Innocent Lies (1995)
- 여름 이야기 (1996)
- 세 번의 삶과 한 번의 죽음 (1996, Trois vies et une seule mort)
- 기념품 (1996, Souvenir)
- 범죄의 계보 (1997, Généalogies d'un crime)
- 잃어버린 시간을 찾아서: 되찾은 시간 (1999, Le Temps retrouvé)
- 꿈속의 사랑 싸움 (2000, Combat d'amour en songe)
- Reines d'un jour (2001)
- 필링스 (2003, Les Sentiments)
- 프렌치 아메리칸 (2003)
- 타임 투 리브 (2005)
- 브로큰 잉글리쉬 (2007)
- 로스트 맨 (2007, Un homme perdu)
- 0시를 향하여 (2007)
- 브로큰 (2008, The Broken)
- 스피드 레이서 (2008)
- 크리스마스 이야기 (2008)
- 범죄는 우리 일 (2008, Le crime est notre affaire)
- 레퓨지 (2009)
- 럭키 루크: 전설의 무법자 (2009, Lucky Luke)
- 44인치 가슴 (2009, 44 Inch Chest)
- La Lisière (2010)
- 블랙 헤븐 (2010, L'Autre Monde)
- 리스본의 미스터리 (2010)
- The Argument (2011) - 단편
- 로렌스 애니웨이 (2012)
- 나폴레옹 토레스전투 (2012)
- 피델리오 - 바다의 여인, 앨리스 (2014, Fidelio, l'odyssée d'Alice)
- Fou d'amour (2015)
- Tête baissée (2015)
- 바이 더 씨 (2015)
- 더 그레이트 게임 (2015, Le Grand Jeu)
- 빅토리아 (2016)
- 화광여인 (2017, Le Portrait interdit)
- 신의 은총으로 (2018)
- 골든 유스 (2019, Une jeunesse dorée)
- 장교와 스파이 (2019)
- 썸머 85 (2020)
- 어느 멋진 아침 (2022)
- 잔 뒤 바리 (2023)
- 쿠 드 샹스 (2023)